# Philip Mitchell (Kolonialgouverneur)
Sir Philip Euen Mitchell, GCMG, MC (* 1. Mai 1890 in London; † 11. Oktober 1964 in Gibraltar) war ein britischer Kolonialbeamter und Major-General, der unter anderem zwischen 1942 und 1945 Gouverneur von Fidschi war.

## Leben
Philip Euen Mitchell, dessen Vater Hugh Mitchell Captain der Royal Engineers und später Rechtsanwalt war, begann nach dem Besuch der 1509 gegründeten St Paul’s School in London mit einem Stipendium ein Studium im Fach Klassische Altertumswissenschaft am Trinity College der University of Oxford. Kurz nachdem er 1913 in den kolonialen Verwaltungsdienst (Colonial Administrative Service) eingetreten war, leistete er während des Ersten Weltkrieges im Infanterieregiment King’s African Rifles Kriegsdienst und wurde für seine "Verdienste" mit dem Military Cross (MC) ausgezeichnet. Nach darauf folgenden weiteren Verwendungen in der Kolonialverwaltung wurde er für seine langjährigen Verdienste 1933 zum Companion des Order of St Michael and St George (CMG) ernannt. Er war von 1934 bis 1935 zunächst Chefsekretär der Kolonialverwaltung des Mandatsgebietes Tanganjika.
Am 17. Oktober 1935 übernahm er als Nachfolger von Sir Bernard Henry Bourdillon den Posten als Gouverneur des Protektorats Uganda und hatte diesen bis zum 7. Juli 1940 inne, woraufhin Sir Charles Dundas ihn ablöste. Als Gouverneur war er zugleich Oberkommandierender der britischen Truppen in Uganda im Range eines Major-General. Er wurde am 1. Februar 1937 als Knight Commander des Order of St Michael and St George (KCMG) geadelt, so dass er fortan das Prädikat „Sir“ führte.
Im Laufe des Zweiten Weltkrieges war Mitchell 1941 zunächst politischer Berater des Oberkommandierenden des Heereskommandos Mittlerer Osten, General Archibald Wavell beziehungsweise von  dessen Nachfolger, General Claude Auchinleck. Nachdem er 1942 erst Bevollmächtigter in Äthiopien war, fungierte er 1942 zeitweise als politischer Chefberater des Oberkommandierenden des Heereskommandos Ostafrika, Generalleutnant William Platt. Am 21. Juli 1942 wurde er Nachfolger von Sir Harry Charles Luke als Gouverneur von Fidschi und verblieb auf diesem Posten bis zum 1. Januar 1945, woraufhin Sir Alexander Grantham ihn ablöste. Als Gouverneur war er kraft Amtes auch Oberkommandierender der Streitkräfte Fidschis. Daneben war er de facto zwischen dem 21. Juli 1942 und dem 1. Januar 1945 Hoher Kommissar für den Westpazifik, wenngleich das Amt in dieser Zeit aufgrund der japanischen Besatzung ruhte.
Zuletzt wurde Sir Philip Mitchell am 12. Dezember 1944 als Nachfolger von Sir Henry Monck-Mason Moore Gouverneur der Kronkolonie Kenia. Auf diesem Posten blieb er bis zum 21. Juni 1952 und wurde daraufhin von Sir Evelyn Baring abgelöst. Als Gouverneur war er abermals auch Oberkommandierender der Streitkräfte in Kenia. Im Rahmen der New Year Honours wurde er am 1. Januar 1947 zum Knight Grand Cross des Order of St Michael and St George (GCMG) erhoben.

## Veröffentlichungen
- Census of the native population of Tanganyika territory, 1931, Daressalem 1932
- Governments and missions in Africa, London 1943
- The agrarian problem in Kenya, Nairobi 1947
- African afterthoughts, Hutchinson, London 1954

## Hintergrundliteratur
- Richard Frost: Enigmatic proconsul. Sir Philip Mitchell and the twilight of empire, Radcliffe Press, London 1992